# Thorshøj
Thorshøj is een plaats in de Deense regio Noord-Jutland, gemeente Frederikshavn. De plaats telt 299 inwoners (2008) en maakt deel uit van de parochie parochie Torslev.

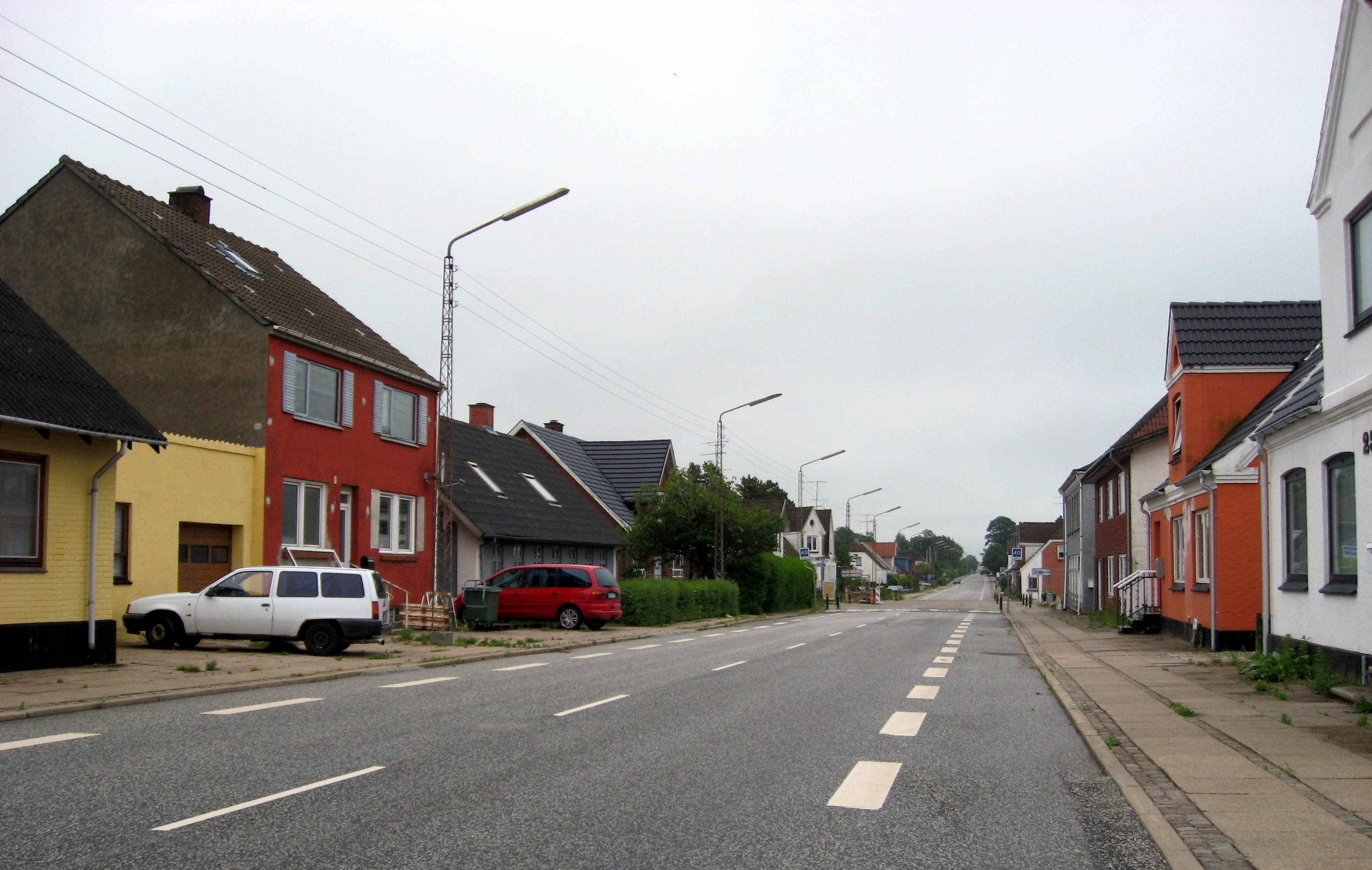
Thorshøj, 2011